# Jørgen Ditzel
 Der er for få eller ingen kildehenvisninger i denne artikel, hvilket er et problem. Du kan hjælpe ved at angive troværdige kilder til de påstande, som fremføres i artiklen.

Jørgen Liebenberg Ditzel (født 18. april 1921 på Frederiksberg, død 12. april 1961 i København) var en dansk designer. Han designede møbler, smykker, tekstiler og brugsgenstande.

## Uddannelse
Jørgen Ditzel blev udlært møbelpolstrer i Roskilde og blev uddannet møbelarkitekt på Kunsthåndværkerskolen i 1944.

## Karriere
Allerede i 1944 deltog han på Snedkerlaugets Udstilling sammen med Nanna Ditzel (1923-2005), som han giftede sig med i 1946, og med hvem han samarbejdede frem til sin død i 1961. 
Jørgen Ditzel tegnede møbler for Magasin og underviste på Skolen for Boligindretning, hvor han var kollega med Finn Juhl. Nanna og Jørgen Ditzel startede deres egen tegnestue i efteråret 1946, og de deltog flittigt i de møbelkonkurrencer og udstillinger som boligforeninger og møbelproducenter arrangerede. De tegnede møbler for Søren Villadsen i Vejen og Kolds Savværk i Kerteminde, og de tegnede smykker for A. Michelsen og Georg Jensen.
Nanna og Jørgen Ditzel fik døtrene Dennie (født 1950), Vita og Lulu (født 1954).[kilde mangler] Han er begravet på Mariebjerg Kirkegård i Gentofte.

## Møbler, design m.m.
- 1950 Basket Club Chair
- 1951 Vita Sofa
- 1955 Høj barnestol (Kolds Savværk)
- 1955 Ocean havemøbler
- 1955 Skrivebord
- 1958 Ringstolen
- 1959 Det hængende Æg

## Hædersbevisninger
Nanna og Jørgen Ditzel vandt sølvmedaljer ved Triennalerne i Milano 1951, 1954 og 1957 samt guldmedalje 1960. I 1956 modtog de Lunningprisen.